# 이스마엘 우르투비
이스마엘 우르투비 아로스테기(스페인어: Ismael Urtubi Aróstegui, 1961년 5월 24일, 바스크 주 바라칼도 ~)는 스페인의 전직 축구 선수로, 현역 시절 좌측 미드필더를 맡았다.
페널티 킥 능력자로, 그는 프로 선수 시절 대부분을 아틀레틱 빌바오에서 보냈는데, 이 곳에서 300번에 가까운 공식 경기에 출전해 라 리가 2회 우승을 포함해 4번의 주요 대회 우승을 거두었다.

## 클럽 경력
우르투비는 비스카이아 도 바라칼도 출신으로, 아틀레틱 빌바오의 유소년팀 일원으로 레사마를 졸업했다. 1980년 11월 2일, 그는 1-1로 비긴 스포르팅 히혼과의 원정 경기에서 1군 신고식을 치렀는데, 그는 이 경기에서 2분 출전한 것이 그 시즌에 출전한 기록의 전부이다.
1981년 여름, 우르투비는 군복무로 인해 발레아레스 제도를 다녀갔는데, 세군다 디비시온의 마요르카에서 몇 달 활약했고, 군 말년을 아마추어 구단인 마르가리텐세에서 보냈는데, 두 차례 모두 빌바오에서 임대된 것으로 기록되었다. 제대 후, 그는 사자 군단에서 큰 인상을 주기까지 얼마 걸리지 않았는데, 2년 동안 62경기에 출전해 13골을 넣었는데, 바스크 연고 구단은 2년 연속 리그 정상에 오른 것은 물론 2번째 시즌에는 코파 델 레이까지 석권하며 2관왕을 달성했다.
아틀레티코 마드리드와의 1985년 코파 델 레이 결승전에서 미겔 페레스 주심은 우르투비가 공을 찍었다고 판단하며 매트리스 제작자들에 논란의 페널티 킥을 선언했고, 결국 빌바오는 1-2로 패했다. 이듬해에 아틀레틱은 리그를 3위로 마감했는데, 우르투비는 에르쿨레스를 상대로 첫 페널티킥 실축을 기록했고, 중흥기를 이끈 하비에르 클레멘테는 5년 만에 경질되었다.
우르투비는 후임 감독인 호세 앙헬 이리바르와 하워드 켄덜 감독의 임기에도 붙박이 주전이었는데, 아틀레틱은 두 시즌을 각각 13위와 4위로 마감했고, 1987년에는 코파 델 레이 4강에 올랐지만, 이웃 레알 소시에다드에게 패하며 결승행이 좌절되었다. 1989년 2월 15일, 우르투비는 바야돌리드와의 컵 경기에서 왼쪽 무릎 중상을 당했지만,(후방 십자 인대와, 내측 및 외측 반달연골이 파열되었다) 짧은 시간 안에 회복하여 복귀하였고, 이후 부상이 재발해 다시 쓰러졌다.
1989-90 시즌, 전 아틀레틱 선수이자 켄덜 감독의 임기에 수석 코치였던 체추 로호 감독은 우르투비가 2군에서 기량을 회복할 것을 추천했다. 우르투비는 거절하면서 더 이상 공식 경기에 출전하지 못하게 되었고, 1990년 6월에 새 구단 회장의 취임에 이어 클레멘테가 복귀하면서 그의 입지는 다시 커졌다.
1991년 3월 16일, 0-2로 패한 카스테욘 원정 후(전 경기에서 빌바오는 바르셀로나에 0-6으로 패했다) 클레멘테 감독이 경질되면서 우르투비는 더 이상 스페인 1부 리그 경기에 출전하지 못했다. 1991-92 시즌, 그가 출전한 경기는 알라베스와의 한 컵 경기였는데, 아틀레틱은 페널티 킥으로 아라바 도 적지에서 1-1 무승부를 거두었고, 우르투비는 프로 선수로서 딱 10년을 보내면서 277번의 경기에 출전해 37번 골망을 흔들었다.
우르투비는 인근 발마세다와 사야 두 아마추어 구단에서 현역 생활을 이어가다가 1995년에 34세의 나이로 은퇴했다. 그로부터 10년 후, 그는 처음으로 지휘봉을 잡았는데, 테르세라 디비시온의 미란데스를 이끌고 준우승의 성적을 거두었다.

## 국가대표팀 경력
1984년 11월 14일, 우르투비는 스페인 국가대표팀 첫 출전을 기록했는데, 글래스고에서 1-3으로 패한 스코틀랜드와의 1986년 월드컵 예선전에 선발로 출전했다. 2달 후, 그는 2번째이자 마지막 국가대표팀 경기에서 바르셀로나의 훌리오 알베르토와 막판에 교체되어 발렌시아에서 벌어진 핀란드와의 친선경기에 출전했고, 이 경기에서 3-1로 완승했다.

## 수상
아틀레틱 빌바오
- 라 리가: 1982–83, 1983–84
- 코파 델 레이: 1983–84
- 수페르코파 데 에스파냐: 1984